# Seth Carr
Seth Banee Carr (* 16. August 2007 in Anaheim, Kalifornien) ist ein US-amerikanischer Schauspieler.

## Leben
Seth Carr wurde bereits seit seinem dritten Lebensmonat als Model für Babybekleidung gebucht. Seine Mutter ist Bühnendarstellerin. Seine erste Schauspielrolle übernahm er 2013 im Alter 6 Jahren im Filmdrama Her. Es folgten Gastauftritte in Serien wie Ray Donovan, Zeit der Sehnsucht, Hot in Cleveland, Code Black oder Brooklyn Nine-Nine.
2015 war er in einer kleinen Rolle in Terminator: Genisys zu sehen, bevor er 2018 im Marvelfilm Black Panther durch die Rolle des jungen Erik Killmonger (Michael B. Jordan) seine Bekanntheit vergrößern konnte. Seitdem folgten Nebenrollen im Film Breaking In sowie den Serien Bosch als Joe Edgar und in Knight Squad als Fizzwick. 2020 übernahm er als Wrestling-Fan Leo Thompson die Hauptrolle in der Filmkomödie Mein WWE Main Event, die 2020 in als Eigenproduktion des Streaminganbieters Netflix veröffentlicht wurde.

## Filmografie (Auswahl)
- 2013: Her
- 2014: Ray Donovan (Fernsehserie, Episode 2x12)
- 2014: Zeit der Sehnsucht (Days of Our Lives, Fernsehserie, eine Episode)
- 2015: Hot in Cleveland (Fernsehserie, Episode 6x11)
- 2015: Terminator: Genisys
- 2016: Code Black (Fernsehserie, Episode 2x03)
- 2016–2020: Brooklyn Nine-Nine (Fernsehserie, 3 Episoden)
- 2017: Superstore (Fernsehserie, Episode 2x18)
- 2017–2018: Bosch (Fernsehserie, 7 Episoden)
- 2018: Black Panther
- 2018: Breaking In
- 2018–2019: Knight Squad (Fernsehserie, 19 Episoden)
- 2019: Zoe und Raven – Freiheit im Sattel (Free Rein, Fernsehserie, 10 Episoden)
- 2019: 9-1-1 (Fernsehserie, Episode 3x10)
- 2020: Mein WWE Main Event (The Main Event)
- 2021–2022: Die geheime Benedict-Gesellschaft (The Mysterious Benedict Society, Fernsehserie)